# International Conference on High Energy Physics
L'ICHEP, o International Conference on High Energy Physics (in italiano Conferenza Internazionale sulla Fisica delle Alte Energie) è uno dei più prestigiosi congressi accademici nel campo della fisica delle particelle, che riunisce fisici teorici e sperimentali di tutto il mondo. La conferenza inaugurale dell'ICHEP si tenne nel 1950 a Rochester, negli Stati Uniti: per questo motivo è nota come conferenza di Rochester. Dal 1960 l'evento si svolge con cadenza biennale.

## Località ospitanti
- I Rochester (1950)
- II Rochester (1952)
- III Rochester (1952)
- IV Rochester (1954)
- V Rochester (1955)
- VI Rochester (1956)
- VII Rochester (1957)
- VIII Ginevra (1958)
- IX Kiev (1959)
- X Rochester (1960)
- XI Ginevra (1962)
- XII Dubna (1964)
- XIII Berkeley (1966)
- XIV Vienna (1968)
- XV Kiev (1970)
- XVI Chicago (1972)
- XVII Londra (1974)
- XVIII Tbilisi (1976)
- XIX Tokyo (1978)
- XX Madison (1980)
- XXI Parigi (1982)
- XXII Lipsia (1984)
- XXIII Berkeley (1986)
- XXIV Monaco di Baviera (1988)
- XXV Singapore (1990)
- XXVI Dallas (1992)
- XXVII Glasgow (1994)
- XXVIII Varsavia (1996)
- XXIX Vancouver (1998)
- XXX Osaka (2000)
- XXXI Amsterdam (2002)
- XXXII Pechino (2004)
- XXXIII Mosca (2006)
- XXXIV Filadelfia (2008)
- XXXV Parigi (2010)
- XXXVI Melbourne (4-11 luglio 2012)
- XXXVII Valencia (2014)
- XXXVIII Chicago (2016)
- XXXIX Seul (2018)
- XL Praga (2020)
- XLI Bologna (2022)
- XLI Praga (2024)